# Route nationale 611a
La route nationale 611A ou RN 611A était une route nationale française reliant Ripaud, dans la commune de Villesèque-des-Corbières, à la RN 9, dans la commune de Portel-des-Corbières. À la suite de la réforme de 1972, elle a été déclassée en RD 611A.